# Leo Nucci
Leo Nucci (Castiglione dei Pepoli, 16 aprile 1942) è un baritono italiano.

## Biografia
Studiò con Mario Bigazzi e Giuseppe Marchesi a Bologna e si perfezionò con Ottavio Bizzarri a Milano. Nel 1967 vinse il concorso del Teatro lirico sperimentale Adriano Belli di Spoleto debuttando come Figaro ne Il barbiere di Siviglia, ma interruppe di lì a poco, per motivi personali, l'attività già iniziata, entrando nel coro del Teatro alla Scala e riprendendo lo studio come solista solo alcuni anni dopo.
La carriera riprese rapidamente quota, fino all'importante debutto alla Scala il 30 gennaio 1977, ancora con Figaro. Altri importanti debutti sono stati alla Royal Opera House di Londra nel 1978 con Luisa Miller, Metropolitan di New York con Un ballo in maschera, Liceu di Barcellona con Lucia di Lammermoor nel 1980, Opera di Parigi nel 1981, Salisburgo nel 1989. È apparso regolarmente all'Arena di Verona per quasi trent'anni, tornandovi con regolarità dal 1991 al 2020.. Ha avuto inoltre un'intensa frequentazione con il Festival Verdi e con il Teatro Regio di Parma.
Nel 2011 ha interpretato Nabucco al Teatro dell'Opera di Roma in occasione dei 150 anni dall'Unità d'Italia e nuovamente nel 2013 alla Scala. Ad agosto 2018 è tornato in Arena nel ruolo di Figaro, concedendo il bis del brano Largo al factotum.
Il 20 settembre 2019, al Teatro alla Scala, ha interpretato per l'ultima volta Rigoletto.
Il 10 ottobre 2019, al Teatro Regio di Parma, ha annunciato il ritiro dalle scene, dopo aver onorato gli impegni già presi, tuttavia, in seguito alla pandemia di COVID-19, ha deciso di continuare a cantare.
Ha interpretato nuovamente il ruolo di Figaro nell'agosto 2020 all'Arena di Verona, all'età di 78 anni, dando prova di una longevità vocale che ha pochi precedenti.

### Profilo artistico
Si è distinto in particolare nel repertorio verdiano (Rigoletto, Amonasro in Aida, Giorgio Germont ne La traviata, il Conte di Luna ne Il trovatore, Macbeth, Iago in Otello, Nabucco, Carlo V in Ernani, Miller in Luisa Miller, Guido di Monforte ne I vespri siciliani, Rodrigo in Don Carlo, Renato in Un ballo in maschera) e pucciniano (Scarpia in Tosca, Gianni Schicchi). Ha affrontato inoltre opere di Mozart, Donizetti, Giordano e Cilea.
I ruoli più eseguiti, considerati suoi cavalli di battaglia, sono Rigoletto e Figaro, interpretati rispettivamente in 550 e 300 recite.

## Repertorio
| Ruolo                          | Titolo                                   | Autore      |
| ------------------------------ | ---------------------------------------- | ----------- |
| Sir Riccardo Forth             | I puritani                               | Bellini     |
| Lidio                          | L'Egisto                                 | Cavalli     |
| Michonnet                      | Adriana Lecouvreur                       | Cilea       |
| Evgenij Onegin                 | Evgenij Onegin                           | Čajkovskij  |
| Mamma Agata                    | Le convenienze ed inconvenienze teatrali | Donizetti   |
| Belcore                        | L'elisir d'amore                         | Donizetti   |
| Enrico Ashton                  | Lucia di Lammermoor                      | Donizetti   |
| Enrico                         | Il campanello                            | Donizetti   |
| Corrado                        | Maria de Rudenz                          | Donizetti   |
| Alfonso XI                     | La Favorita                              | Donizetti   |
| Malatesta                      | Don Pasquale                             | Donizetti   |
| Carlo Gérard                   | Andrea Chénier                           | Giordano    |
| Mercutio                       | Roméo et Juliette                        | Gounod      |
| Tonio                          | Pagliacci                                | Leoncavallo |
| Des Grieux                     | Le portrait de Manon                     | Massenet    |
| Arbace                         | Idomeneo Re di Creta                     | Mozart      |
| Guglielmo                      | Le Villi                                 | Puccini     |
| Lescaut                        | Manon Lescaut                            | Puccini     |
| Marcello                       | La bohème                                | Puccini     |
| Barone Scarpia                 | Tosca                                    | Puccini     |
| Sharpless                      | Madama Butterfly                         | Puccini     |
| Sonora                         | La fanciulla del West                    | Puccini     |
| Rambaldo                       | La rondine                               | Puccini     |
| Gianni Schicchi                | Gianni Schicchi                          | Puccini     |
| L'horloge comtoise Le chat     | L'Enfant et les sortilèges               | Ravel       |
| Prosdocimo                     | Il turco in Italia                       | Rossini     |
| Figaro                         | Il barbiere di Siviglia                  | Rossini     |
| Don Alvaro                     | Il viaggio a Reims                       | Rossini     |
| Poeta                          | Prima la musica e poi le parole          | Salieri     |
| Nabucco                        | Nabucco                                  | Verdi       |
| Carlo V                        | Ernani                                   | Verdi       |
| Francesco Foscari              | I due Foscari                            | Verdi       |
| Ezio                           | Attila                                   | Verdi       |
| Macbeth                        | Macbeth                                  | Verdi       |
| Miller                         | Luisa Miller                             | Verdi       |
| Stankar                        | Stiffelio                                | Verdi       |
| Rigoletto                      | Rigoletto                                | Verdi       |
| Conte di Luna                  | Il trovatore                             | Verdi       |
| Giorgio Germont                | La traviata                              | Verdi       |
| Guido di Monforte              | I vespri siciliani                       | Verdi       |
| Paolo Albiani Simon Boccanegra | Simon Boccanegra                         | Verdi       |
| Renato                         | Un ballo in maschera                     | Verdi       |
| Don Carlo di Vargas            | La forza del destino                     | Verdi       |
| Rodrigue de Posa               | Don Carlos                               | Verdi       |
| Amonasro                       | Aida                                     | Verdi       |
| Jago                           | Otello                                   | Verdi       |
| Ford Falstaff                  | Falstaff                                 | Verdi       |

## Discografia
| Anno | Titolo Ruolo                   | Cast                                                  | Direttore                              | Etichetta           |
| ---- | ------------------------------ | ----------------------------------------------------- | -------------------------------------- | ------------------- |
| 1979 | Le Villi Guglielmo Wulf        | Renata Scotto, Plácido Domingo, Tito Gobbi            | Lorin Maazel                           | Sony                |
| 1981 | Aida Amonasro                  | Katia Ricciarelli, Placido Domingo, Elena Obrazcova   | Claudio Abbado                         | Deutsche Grammophon |
|      | Il turco in Italia Prosdocimo  | Samuel Ramey, Montserrat Caballé, Enzo Dara           | Riccardo Chailly                       | CBS                 |
| 1982 | Il barbiere di Siviglia Figaro | Marilyn Horne, Paolo Barbacini, Enzo Dara             | Riccardo Chailly                       | Cetra               |
|      | Don Pasquale Malatesta         | Sesto Bruscantini, Mirella Freni, Gösta Winbergh      | Riccardo Muti                          | EMI                 |
| 1983 | La rondine Rambaldo Fernandez  | Kiri Te Kanawa, Placido Domingo, Mariana Nicolesco    | Lorin Maazel                           | CBS                 |
|      | Don Carlo Rodrigue de Posa     | Ruggero Raimondi, Placido Domingo, Katia Ricciarelli  | Claudio Abbado                         | Deutsche Grammophon |
|      | Idomeneo Re di Creta Arbace    | Luciano Pavarotti, Agnes Baltsa, Edita Gruberová      | John Pritchard (direttore d'orchestra) | Decca               |
| 1984 | Tosca Barone Scarpia           | Kiri Te Kanawa, Giacomo Aragall                       | Georg Solti                            | Decca               |
|      | L'elisir d'amore Belcore       | Katia Ricciarelli, José Carreras, Domenico Trimarchi  | Claudio Scimone                        | Philips             |
|      | Andrea Chénier Carlo Gérard    | Luciano Pavarotti, Montserrat Caballé                 | Riccardo Chailly                       | Decca               |
| 1985 | Aida Amonasro                  | Maria Chiara, Luciano Pavarotti, Ghena Dimitrova      | Lorin Maazel                           | Decca               |
| 1987 | Ernani Carlo V                 | Luciano Pavarotti, Joan Sutherland, Paata Burchuladze | Richard Bonynge                        | Decca               |
|      | Macbeth                        | Shirley Verrett, Samuel Ramey, Veriano Luchetti       | Riccardo Chailly                       | Decca               |
| 1988 | Simon Boccanegra               | Kiri Te Kanawa, Giacomo Aragall, Paata Burchuladze    | Georg Solti                            | Decca               |
|      | Il barbiere di Siviglia Figaro | Cecilia Bartoli, William Matteuzzi, Enrico Fissore    | Giuseppe Patanè                        | Decca               |
|      | Adriana Lecouvreur Michonnet   | Joan Sutherland, Carlo Bergonzi, Cleopatra Ciurca     | Richard Bonynge                        | Decca               |
| 1989 | Rigoletto                      | June Anderson, Luciano Pavarotti, Nicolai Ghiaurov    | Riccardo Chailly                       | Decca               |
|      | L'elisir d'amore Belcore       | Luciano Pavarotti, Kathleen Battle, Enzo Dara         | James Levine                           | Deutsche Grammophon |
|      | Un ballo in maschera Renato    | Placido Domingo, Florence Quivar, Sumi Jo             | Herbert von Karajan                    | Deutsche Grammophon |
| 1990 | Il trovatore Conte di Luna     | Luciano Pavarotti, Antonella Banaudi, Shirley Verrett | Zubin Mehta                            | Decca               |
| 1991 | Otello Jago                    | Luciano Pavarotti, Kiri Te Kanawa                     | Georg Solti                            | Decca               |
|      | Gianni Schicchi                | Mirella Freni, Roberto Alagna                         | Bruno Bartoletti                       | Decca               |

## DVD & BLU-RAY
| Anno | Titolo Ruolo                             | Cast                                                      | Direttore           | Etichetta           |
| ---- | ---------------------------------------- | --------------------------------------------------------- | ------------------- | ------------------- |
| 1982 | Falstaff Ford                            | Renato Bruson, Katia Ricciarelli, Lucia Valentini Terrani | Carlo Maria Giulini | Deutsche Grammophon |
|      | Lucia di Lammermoor Enrico Ashton        | Katia Ricciarelli, José Carreras                          | Lamberto Gardelli   | Bel Canto Society   |
| 1984 | La forza del destino Don Carlo di Vargas | Leontyne Price, Giuseppe Giacomini, Bonaldo Giaiotti      | James Levine        | Deutsche Grammophon |
| 1986 | I vespri siciliani Guido di Monforte     | Susan Dunn, Veriano Luchetti, Bonaldo Giaiotti            | Riccardo Chailly    | Warner Classics     |
| 1987 | Rigoletto                                | Alfredo Kraus, Luciana Serra, Michele Pertusi             | Angelo Campori      | Hardy Classics      |
|      | Macbeth                                  | Shirley Verrett, Samuel Ramey, Veriano Luchetti           | Riccardo Chailly    | Deutsche Grammophon |
| 1990 | Un ballo in maschera Renato              | Plácido Domingo, Josephine Barstow, Sumi Jo               | Georg Solti         | TDK                 |
| 1991 | Un ballo in maschera Renato              | Luciano Pavarotti, Aprile Millo, Harolyn Blackwell        | James Levine        | Deutsche Grammophon |
| 1994 | La traviata Giorgio Germont              | Angela Gheorghiu, Frank Lopardo                           | Georg Solti         | Decca               |
| 2000 | I due Foscari Francesco Foscari          | Vincenzo La Scola, Aleksandrina Pendačanska               | Nello Santi         | TDK                 |
|      | Tosca Barone Scarpia                     | Maria Guleghina, Salvatore Licitra, Alfredo Mariotti      | Riccardo Muti       | Euro Arts/RAI       |
| 2001 | Rigoletto                                | Aquiles Machado, Inva Mula, Mario Luperi, Sarah M'Punga   | Marcello Viotti     | Arthaus Musik       |
|      | Otello Iago                              | Plácido Domingo, Barbara Frittoli, Rossana Rinaldi        | Riccardo Muti       | TDK                 |
| 2001 | Nabucco                                  | Maria Guleghina, Giacomo Prestia                          | Fabio Luisi         | TDK                 |
| 2005 | Il barbiere di Siviglia Figaro           | Raul Giménéz, Anna Bonitatibus, Alfonso Antoniozzi        | Maurizio Barbacini  | Hardy Classics      |
|      | L'elisir d'amore Belcore                 | Anna Netrebko, Rolando Villazón, Ildebrando D'Arcangelo   | Alfred Eschwé       | Virgin Classics     |
|      | Il trovatore Conte di Luna               | Dīmītra Theodosiou, Miroslav Dvorsky, Mariana Pentcheva   | Carlo Rizzi         | Hardy Classics      |
| 2006 | Macbeth                                  | Sylvie Valayre, Enrico Iori                               | Bruno Bartoletti    | TDK                 |
|      | Rigoletto                                | Piotr Beczała, Elena Mosuc                                | Nello Santi         | Arthaus             |
| 2007 | Nabucco                                  | Maria Guleghina, Carlo Colombara                          | Daniel Oren         | Decca               |
| 2009 | Gianni Schicchi                          | Nino Machaidze, Vittorio Grigolo                          | Riccardo Chailly    | Hardy Classics      |
| 2013 | Rigoletto                                | Nino Machaidze, Francesco Demuro                          | Massimo Zanetti     | Unitel Classica     |
|      | I vespri siciliani Guido di Monforte     | Daniela Dessì, Fabio Armiliato, Giacomo Prestia           | Massimo Zanetti     | Unitel Classica     |
| 2018 | Il barbiere di Siviglia Figaro           | Nino Machaidze, Dmitry Korchak                            | Daniel Oren         | Bel Air             |